# Tanel Ruben

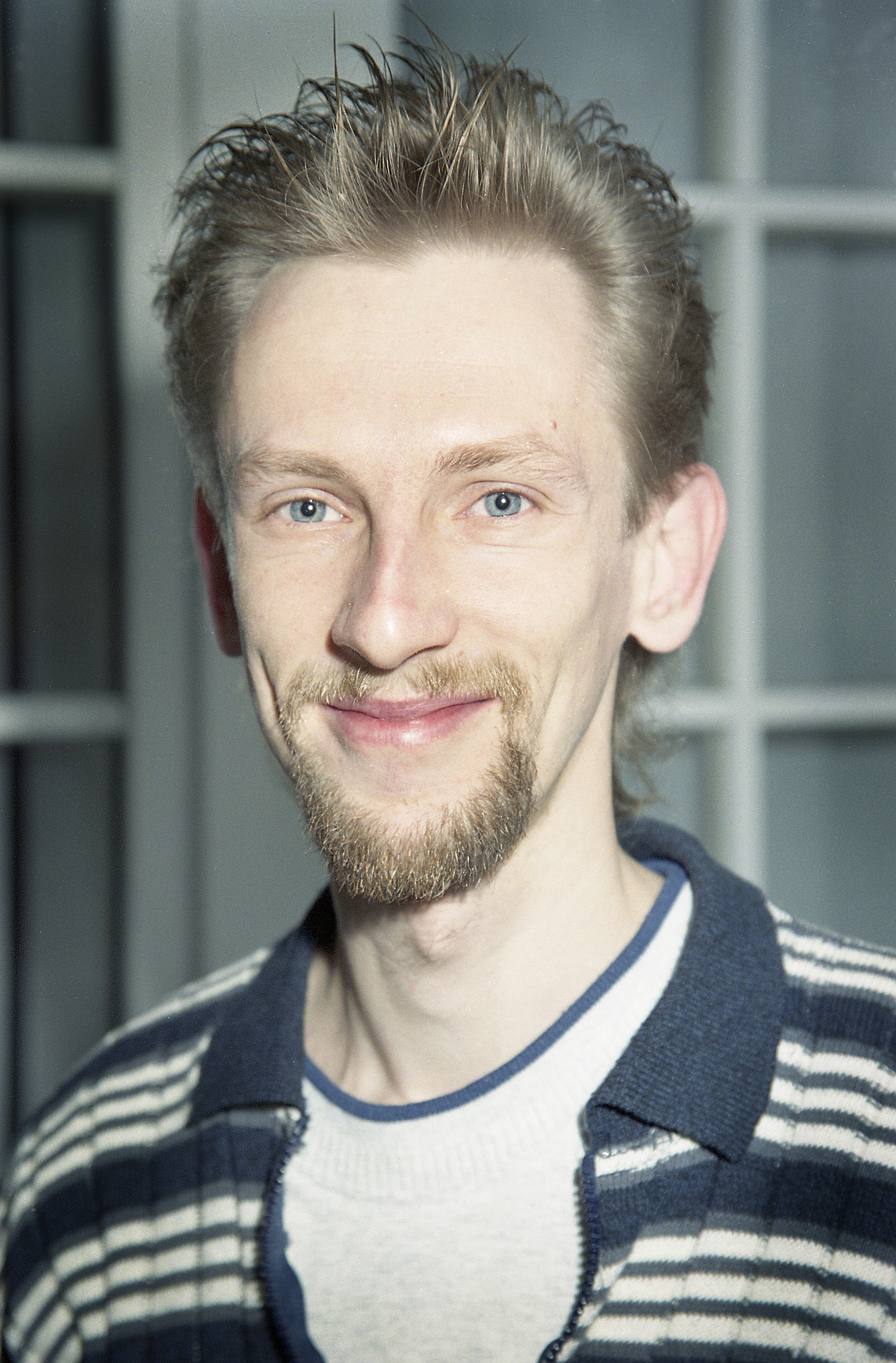
Tanel Ruben, 1999

Tanel Ruben (* 24. Januar 1970 in Tallinn) ist ein estnischer Jazzmusiker (Schlagzeug, Komposition).

## Leben und Wirken
Ruben lernte zunächst Akkordeon und Kontrabass in der Musikschule, bevor er als Jugendlicher zum Schlagzeug wechselte. In Europa, Russland und in den Vereinigten Staaten arbeitete er seit Mitte der 1990er-Jahre u. a. mit Anders Jormin, Dave Liebman, Brian Melvin, Ray Blue, Jukka Perko, Yasuhito Mori, Lembit Saarsalu, Kristian Blak, Andrei Kondakov, Sergey Manukyan, Leonid Vintskevich und Raimonds Pauls. Mit seiner Band, zu der die Sängerin Victoria gehört, nahm er sein Debütalbum A Sentimental Call auf, das sich zwischen akustischem Jazz und Nu Jazz bewegt. Sein zweites Album mit dem Bandprojekt Hinkus und der Sängerin Maarja-Liis Ilus (Look Around), ist von Funk, Jazz und Soulmusik beeinflusst. Die folgende Produktion von Ruben, Collected Riches/Kogutud rikkus entstand aus der Beschäftigung mit elektro-akustischer Musik. Im Bereich des Jazz wirkte er zwischen 1995 und 2014 an acht Aufnahmesessions mit, u. a. auch mit Raivo Tafenau, Mare Valjatag, Hedvig Hanson und dem Alexey Kruglov-Jaak Sooäär Quartet. Gegenwärtig (2017) arbeitet Ruben mit einem eigenen Quintett (Album Nõiutud veerandtunnid/Enchanted Hours), dem Kristjan Randalu (Piano), Kadri Voorand (Gesang), Taavo Remmel (Bass), Raivo Tafenau (Saxophone) angehören, ferner im Trio mit Robert Morgenthaler und Urs Röllin.